# Dunira fasciata
Dunira fasciata là một loài bướm đêm trong họ Erebidae.